# 米切爾 (科羅拉多州)
米切爾（英語：Mitchell）是位於美國科羅拉多州伊格爾縣的一個非建制地區。該地的面積和人口皆未知。

## 地理
米切爾的座標為39°23′30″N 106°19′09″W / 39.39167°N 106.31917°W，而該地的平均海拔高度為3208米（即10525英尺）。